# Plan-film

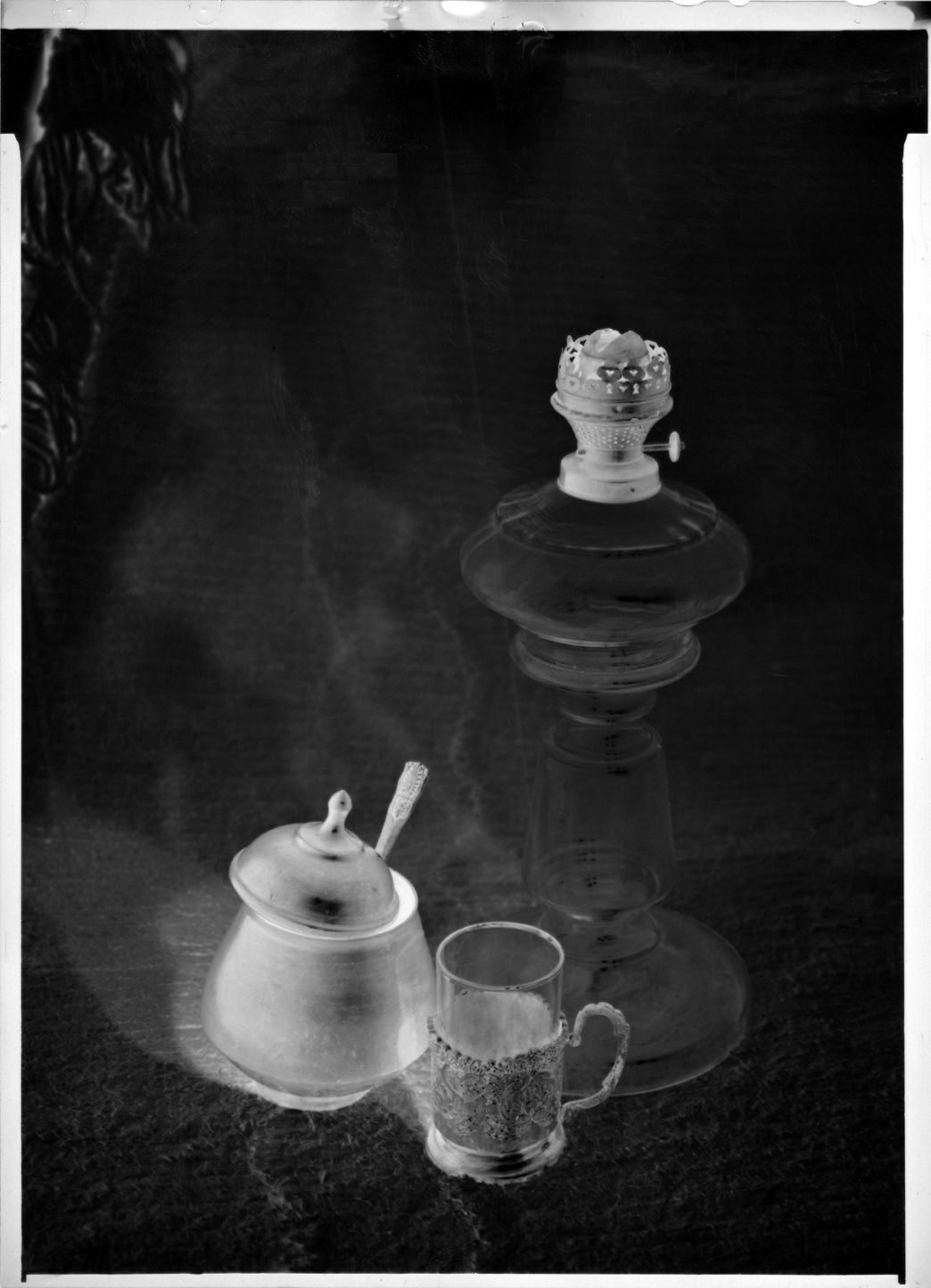
Negatiu Ilford FP4 13x18

La plan-film és una pel·lícula fotogràfica de gran format o format mitjà subministrada en fulls individuals de base de pel·lícula d'acetat o de polièster en lloc de rotlles. La plan-film es va subministrar inicialment com a alternativa a les plaques de vidre. La mida més popular mesura 100 mm × 130 mm (4 en × 5 a) ; s'han fet mides més petites i més grans, incloent la gegantina 510 mm × 610 mm (20 en × 24 in) i algunes encara estan disponibles avui dia.
Les plan-film venen en diferents mides, que van des de 4×5" (10.16 x 12.7 cm) en el format  × 10 (20 x 25 cm) o altres. És una pel·lícula flexible, però notablement més gruixuda i més rígida que la pel·lícula en rotllo. El seu gruix, a Kodak per exemple, és de 0,18 mm.
Els plan-film són essencials en determinades branques de la fotografia, per les seves mides molt grans i, per tant, la quantitat d'informació continguda a la pel·lícula (possibilitat de fer grans impressions, imatges molt detallades, pòsters, etc. , etc), així com per les possibilitats d'ajust que ofereixen les càmeres (decentratges, correcció de perspectiva, dibuix infinit, etc.), útils en arquitectura, macrofotografia, etc.

## Utilització
Les plan-film s'utilitzen en càmeres de visor glaçat de gran format. Van substituir les plaques fotogràfiques de vidre que encara estaven en ús, encara que rarament, fins als anys seixanta del segle xx. Aquest tipus de pel·lícula és utilitzada principalment pels professionals, en particular pels fotògrafs de natura morta.
<gallery>

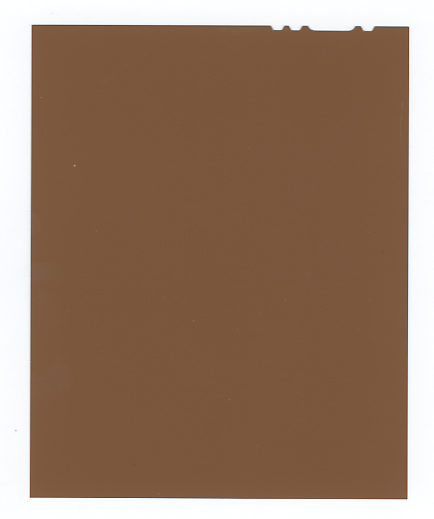
Un exemple de plan-film : Kodak Ektachrome ISO 100.

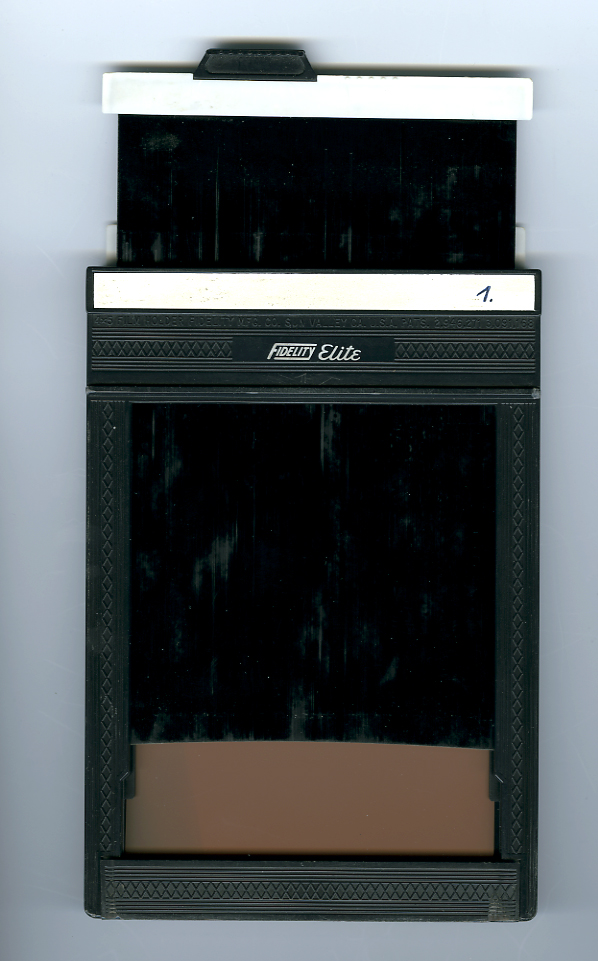
Un xassis 4x5" mig obert mostrant una part del plan-film.

Les pel·lícules plan-film es carreguen, en foscor absoluta o en llum inactínica, segons el tipus de pel·lícula (pancromàtica o ortocromàtica), les capsetes portadores de pel·lícula generalment poden contenir dos plan-film adossats, un a cada costat. Per evitar errors, els plan-film tenen un retall en una vora que permet al fotògraf identificar el tipus de pel·lícula i disposar-la en la direcció correcta en carregar-la, és a dir, amb el costat sensible cap a la font de llum (marcat a la part superior dreta).
El marc és hermètic i té un obturador que es desplaça un cop el marc s'insereix a la càmera per permetre l'exposició de la pel·lícula. Quan es fa la fotografia, aquest obturador es torna a col·locar després d'haver-lo girat (la part superior de l'obturador té un costat blanc i un costat negre, girar-lo simplement permet saber si la pel·lícula ha estat exposada per evitar doble exposició accidental). A continuació, es gira el marc per poder exposar la pel·lícula verge que estava en segon pla.